# Syntetiska bränslen
Syntetiska bränslen avser bränslen och  drivmedel, som inte har producerats ur råolja. Drivmedel som framställts ur annan råvara med kemiska processer, utvecklade av människor. Således är till exempel etanol och biogas inte "syntetiska", då de framställs av jästsvampar och bakterier ur vissa sorters biomassa. 
Däremot är dimetyleter, DME, samt drivmedel som är framställda genom till exempel FT-processen, Fischer-Tropsch-processen, syntetiska drivmedel, på grund av att katalysatorerna och de kemiska reaktorerna som används vid produktionen har skapats av människor.